# Su-9 (1946)
Su-9 (ros. Су-9, pierwszy samolot o tym oznaczeniu) – radziecki odrzutowy samolot myśliwski, skonstruowany w II połowie lat 40. w biurze konstrukcyjnym Suchoja jako jeden z pierwszych radzieckich odrzutowych myśliwców. Pozostał na etapie prototypu. Oznaczenie Su-9 zostało później nadane seryjnie produkowanemu myśliwcowi przechwytującemu z lat 60. (zob. Su-9).

## Historia
Pierwsze prace nad konstrukcją myśliwca odrzutowego prowadzono w biurze Suchoja już od 1944, na przeszkodzie im jednak stał brak w ZSRR odpowiednich silników odrzutowych. Prace nad samolotami odrzutowymi w ZSRR mogły ruszyć z miejsca dopiero dzięki zdobyciu pod koniec wojny niemieckich silników Junkers Jumo 004 i BMW-003, które skopiowano i uruchomiono ich produkcję (jako RD-10 i RD-20). Radzieccy konstruktorzy skorzystali także z wyników niemieckich doświadczeń na tym polu. 
Z powodu obciążenia nielicznego zespołu Suchoja innymi zadaniami, projektowanie myśliwca odrzutowego Su-9, oznaczonego też: „samolot K”, rozpoczęto dopiero pod koniec 1945. Samolot był wzorowany w zakresie układu konstrukcyjnego na niemieckim Messerschmitt Me 262, mając dwa silniki umieszczone w gondolach pod skośne skrzydła i usterzenie o innym obrysie. Oprócz ogólnego układu, tożsamy z Me 262 był jedynie napęd – dwa silniki Klimow RD-10, czyli skopiowane Jumo 004. 
Projektowanie samolotu zakończono na początku 1946, po czym w połowie roku zbudowano prototyp do badań statycznych i drugi do badań w locie. Z powodu opóźnień w dostawie silników, został on oblatany dopiero 13 listopada 1946. Samolot oceniono jako prosty i poprawny w pilotażu i dostępny dla pilotów o średnich kwalifikacjach. Mógł on awaryjnie lecieć na jednym silniku, a także lądować z wyłączonymi silnikami. W odróżnieniu od konkurentów, Su-9 od początku mógł przenosić bomby. Na skutek prób w locie powiększono usterzenie pionowe. 3 sierpnia 1947 Su-9 został zaprezentowany na paradzie w Tuszynie pod Moskwą (m.in. wraz z Su-11 i samolotami Ławoczkina: Ła-150, Ła-156 i Ła-160).
Od 18 sierpnia 1947 prowadzono badania państwowe samolotu. Ogólnie badania prototypu Su-9 zakończono 25 maja 1948. Nie zdecydowano kierować go do produkcji, gdyż w tym czasie konstrukcja samolotu była już nieperspektywiczna i dysponował on słabszymi osiągami niż już produkowane myśliwce MiG-9 oraz nowo projektowane myśliwce Mikojana i Ławoczkina. 
Budowany drugi latający prototyp Su-9 przebudowano na Su-11, z zastosowaniem silników Liulki TR-1. Planowano także wersję Su-13.

## Konstrukcja
Dwusilnikowy średniopłat o konstrukcji całkowicie metalowej i prostych skrzydłach, w układzie klasycznym. Skrzydła jednodźwigarowe o profilu laminarnym, wyposażone w klapy szczelinowe oraz hamulce aerodynamiczne, między gondolami silników a lotkami. Wychylanie steru wysokości, lotek i klap było wspomagane hydraulicznie. Silniki podwieszone w gondolach pod skrzydłami. Usterzenie klasyczne, proste. Kadłub o konstrukcji półskorupowej. Kabina pilota w środkowej części kadłuba, zakryta oszkloną osłoną, składającą się ze stałego trzyczęściowego wiatrochronu z płaską szybą pancerną grubości 90 mm, otwieranej na bok wypukłej osłony nad pilotem i stałej owiewki tylnej. Kabina wyposażona w fotel wyrzucany, częściowo chroniona z przodu płytą pancerną 15 mm, a z tyłu 12 mm. Podwozie samolotu trójpodporowe, z pojedynczymi kołami, chowane. Golenie główne chowane do skrzydeł i kadłuba. W celu zmniejszenia długości startu i lądowania, samolot był wyposażony w spadochron hamujący (w luku w dolnej części tyłu kadłuba) i testowano zastosowanie rakietowych przyspieszaczy startowych (RATO) (dwa o ciągu 1150 kg każdy). Samolot był wyposażony w radiostację RSI-6, radiopółkompas RPKO-10, radiowysokościomierz RB-2 i miał możliwość instalacji aparatu fotograficznego AFA-NM.
Napęd: dwa silniki turboodrzutowe ze sprężarką osiową RD-10 o ciągu po 900 kg (8,83 kN). Paliwo w 2 miękkich zbiornikach w kadłubie o objętości 2293 l.
Uzbrojenie: 1 działko 37 mm N-37 z zapasem 40 nabojów i 2 działka 23 mm NS-23 z zapasem po 100 nabojów, w przedniej części kadłuba. Możliwe było podwieszenie dwóch bomb po 250 kg lub jednej 500 kg po zdemontowaniu działka 37 mm. Optyczny celownik strzelecko-bombardierski PBP-1B.